# 리차르드 카라파스
리차르드 안토니오 카라파스 몬테네그로(스페인어: Richard Antonio Carapaz Montenegro, 1993년 5월 29일~)는 에콰도르의 사이클 선수로 현재 미국의 프로 사이클팀인 EF 에듀케이션이지포스트에서 활동하고 있다.
2019년 지로 디탈리아에서 우승하면서 에콰도르 선수로는 최초로 그랜드 투어 대회 종합 우승을 달성했으며, 2020년 하계 올림픽 남자 개인도로 부문 우승을 차지하며 에콰도르 최초의 올림픽 사이클 금메달을 획득했다. 그는 올림픽 금메달과 3대 그랜드 투어 종합 입상을 달성한 최초의 선수이다.